# Francisco González Valer

Bischofswappen von Francisco González Valer

Francisco González Valer SF (* 22. Mai 1939 in Arcos de Jalon; † 4. März 2024 in Barcelona) war ein spanischer römisch-katholischer Ordensgeistlicher und Weihbischof in Washington.

## Leben
Francisco González Valer trat der Ordensgemeinschaft der Söhne von der Heiligen Familie bei und empfing am 1. Mai 1964 die Priesterweihe.
Papst Johannes Paul II. ernannte ihn am 28. Dezember 2001 zum Weihbischof in Washington und zum Titularbischof von Lamphua. Der Erzbischof von Washington, Theodore Edgar Kardinal McCarrick, spendete ihm am 11. Februar des folgenden Jahres die Bischofsweihe; Mitkonsekratoren waren James Aloysius Kardinal Hickey, emeritierter Erzbischof von Washington, und Leonard James Olivier SVD, Weihbischof in Washington. Sein Wahlspruch lautete Pax et Amor (deutsch: Friede und Liebe)
Papst Franziskus nahm am 27. Mai 2014 seinen altersbedingten Rücktritt an.
Francisco González Valer starb am 4. März 2024 im Alter von 84 Jahren in Barcelona.